# 星點潛魚
星點潛魚為輻鰭魚綱鼬魚目鼬魚亞目隱魚科的其中一種，分布於印度太平洋區，從東非至夏威夷群島海域，棲息深度1-150公尺，體長可達17公分，為底棲性魚類，與海參、海星共生，屬肉食性。

## 擴展閱讀
維基物種上的相關：星點潛魚